# An Gearanach
An Gearanach ist ein als Munro und Marilyn eingestufter, 982 m (3.222 ft) hoher Berg in Schottland. Sein gälischer Namen kann in etwa mit Der Kläger oder Der Nörgler übersetzt werden. Er liegt in der Council Area Highland in der südöstlich von Fort William und dem Ben Nevis gelegenen Berggruppe der Mamores und ist Teil der Hauptkette der Mamores, die sich in Ost-West-Richtung zwischen dem Glen Nevis und der südlich gelegenen Ortschaft Kinlochleven erstreckt. Die Mamores weisen insgesamt zehn Munros auf, acht in der Hauptkette und zwei etwas abseits östlich der Hauptkette.

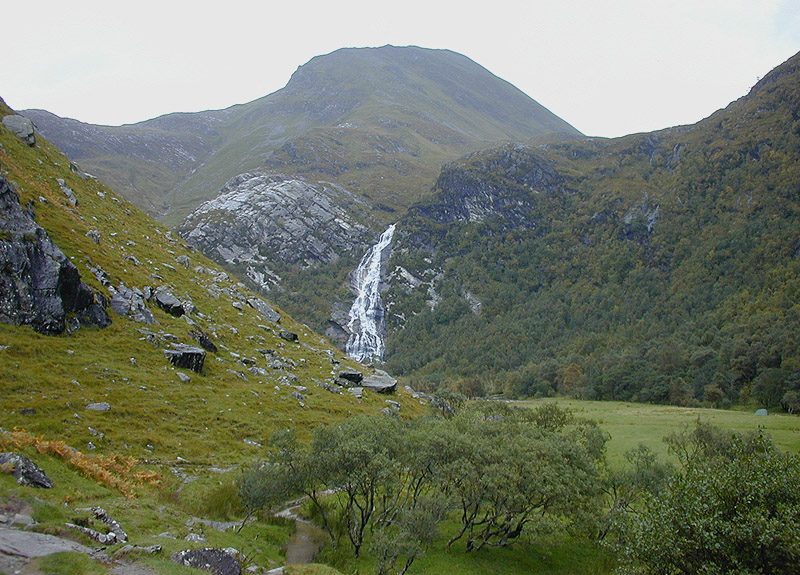
Das Glen Nevis mit den Steall Falls darüber der An Gearanach

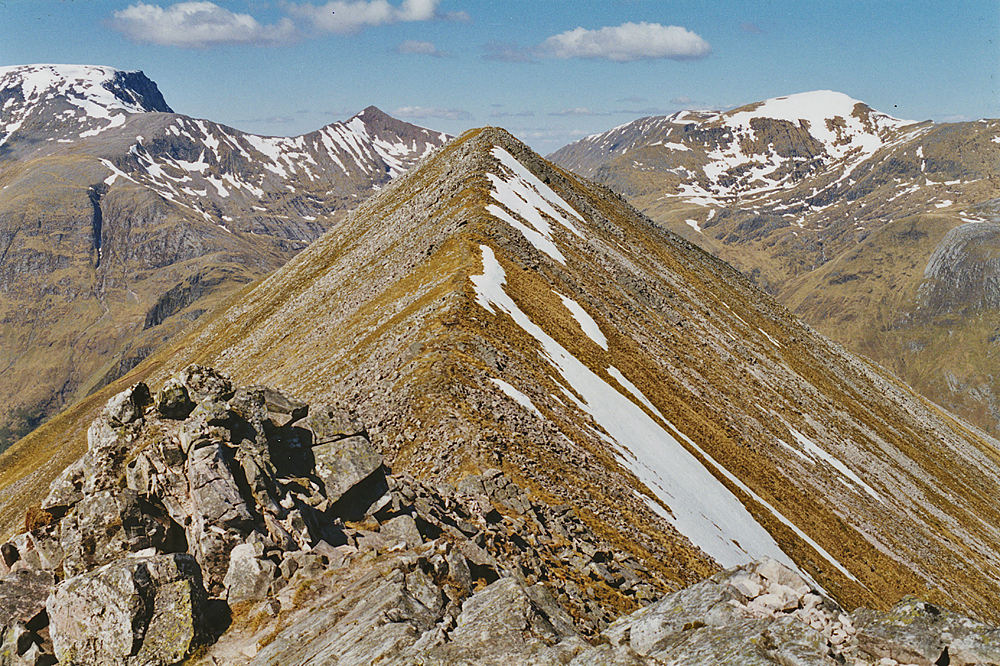
Blick vom An Garbhanach zum Gipfel, links im Hintergrund der Ben Nevis, in der Mitte der Càrn Mòr Dearg, rechts der Aonach Beag

Im zentralen Teil der Mamores liegend ist der An Gearanach das nördliche Ende eines Seitengrats, der vom südlich benachbarten, mit 981 Metern fast gleichhohen Stob Coire a’ Chàirn ausgeht. Zwischen beiden Gipfeln liegt der 975 Meter An Garbhanach (Der Rauhe oder Der Grobe), der dem An Gearanach als Vorgipfel zugeordnet ist. Vom Stob Coire a’ Chàirn trennt ihn der 857 Meter hohe Bealach a’ Chadha Riabhaich. Der über den An Garbhanach führende Grat zwischen dem Bealach und dem An Gearanach ist teilweise sehr schmal und ausgesetzt. Nach Norden verlaufen vom An Gearanach drei Grate nach Nordosten, Nordnordost und Nordwesten, die bis ins Glen Nevis abfallen. Nach Westen fällt der An Gearanach steil in das ihn vom Sgùrr a’ Mhàim trennende Tal des Allt Coire a’ Mhàil ab, das als Hängetal weit oberhalb der Talsohle des Glen Nevis endet. Der Bach überwindet den Höhenunterschied über die am Fuß des Berges liegenden Steall Falls.
Viele Munro-Bagger besteigen den An Gearanach im Zuge des „Ring of Steall“, einer als Rundtour angelegten Gratüberschreitung über insgesamt vier Munros sowie weitere Gipfel der Mamores. Ausgangspunkt dieser etwa 9 bis 12 Stunden dauernden Tour ist der Parkplatz am Ende der Fahrstraße von Fort William ins Glen Nevis. Von dort kann die Rundtour durch die River Nevis Gorge und dann neben den Steall Falls steil ansteigend zum Gipfel des An Gearanach über dessen Nordwestgrat begonnen werden. Die Tour verläuft weiter über den ausgesetzten und leichte Kletterei erfordernden Verbindungsgrat zum An Garbhanach und weiter zum Stob Coire a’ Chàirn. Die sich halbkreisförmig nach Westen anschließenden weiteren Gipfel des Ring of Steall sind der Am Bodach, der Sgùrr an Iubhair, der Stob Choire a’ Mhail und der Sgùrr a’ Mhàim, von dem aus der Abstieg zurück ins Glen Nevis führt. Alternativ kann der „Ring of Steall“ auch in der Gegenrichtung begangen werden. Eine Besteigung ausschließlich des An Gearanach erfolgt in der Regel im Zu- und Abstieg über den Nordwestgrat.